# Lopatnița
Lopatnița – wieś w Rumunii, w okręgu Prahova, w gminie Șoimari. W 2011 roku liczyła 735 mieszkańców.